# كارلوس كالديرون فاغاردو
كارلوس كالديرون فاغاردو (بالإنجليزية: Carlos Calderón Fajardo)‏ (1946 - 2015)؛ كاتب، صحفي وروائي بيروفي.